# Maxillaria gentryi
Maxillaria gentryi är en orkidéart som beskrevs av Dodson. Maxillaria gentryi ingår i släktet Maxillaria och familjen orkidéer.
Artens utbredningsområde är Ecuador. Inga underarter finns listade i Catalogue of Life.